# Sonneborn (Nuhne)
Die Sonneborn im Rothaargebirge ist der linke, nordwestliche und mit 7,8 km Länge der längste Quellbach der Nuhne im Hochsauerlandkreis in Nordrhein-Westfalen.

## Verlauf
Die Sonneborn entspringt im Naturpark Sauerland-Rothaargebirge rund 3 km westsüdwestlich der Winterberger Innenstadt und etwa 2 km nordnordöstlich von Neuastenberg. Ihre Quelle liegt am Nordosthang des Kahlen Asten nahe der Bundesstraße 236 am Abzweig der Landesstraße 640, die nach Altastenberg führt, auf 748 m ü. NN.
Der Bach fließt in überwiegend südöstlicher Richtung, wobei er die B 236 verlässt, auf die er talabwärts wieder trifft, um sich im Winterberger Ortsteil Züschen, mit der kürzeren Ahre auf 463 m Höhe zur Nuhne zu vereinen.

## Wasserkraft
Die Wasserkraft der Sonneborn wurde früher an Hämmer- und Mühlenstandorten genutzt, wovon unter anderem deren Gebäude noch heutzutage zeugen.

## Sport und Freizeit
Insbesondere nordöstlich der Sonneborn-Quelle liegt das Skiliftkarussell Winterberg und nordöstlich des Bachoberlaufs am Berg Kappe (776 m ü. NN) die Winterberger Bobbahn. Im bewaldeten Bachtal verlaufen ein Rad- und mehrere Wanderwege.